# Lewiston, Wisconsin
Lewiston är en kommun (town) i Columbia County i den amerikanska delstaten Wisconsin i USA. Vid folkräkningen år 2000 bodde 1 187 personer på orten. Den har enligt United States Census Bureau en area på totalt 142,2 km² varav 2,5 km² är vatten.